# Rubroboletus dupainii
Bolet de Dupain, Bolet à chapeau laqué
Espèce
Statut de conservation UICN

 LC  : Préoccupation mineure
Rubroboletus dupainii, le Bolet de Dupain ou Bolet à chapeau laqué, auparavant Boletus dupainii, est une espèce rare de champignons (Fungi) basidiomycètes du genre Rubroboletus dans la famille des Boletaceae. Il est caractérisé par son chapeau et ses pores rouge vif ainsi que son pied généralement lisse sans ornementation.

## Taxonomie
Le nom correct complet (avec auteur) de ce taxon est Rubroboletus dupainii (Boud.) Kuan Zhao & Zhu L.Yang.
L'espèce a été initialement classée dans le genre Boletus sous le basionyme Boletus dupainii Boud. 1902.

### Synonymes
Rubroboletus dupainii a pour synonymes :
- Boletus dupainii Boud.
- Suillellus dupainii (Boud.) Blanco-Dios
- Tubiporus dupainii (Boud.) Maire
- Xerocomus dupainii (Boud.) Konrad & Maubl.

### Phylogénie
Ce bolet a été décrit scientifiquement pour la première fois par le mycologue français Jean Louis Émile Boudier en 1902. Il a été transféré au nouveau genre Rubroboletus en 2014 avec plusieurs autres espèces proches de bolets bleuissants de couleur rougeâtre. Phylogénétiquement, Rubroboletus dupainii est l'espèce sœur de Rubroboletus lupinus.

### Étymologie
Cette espèce a été nommée en hommage à Victor Dupain, un mycologue français.

### Noms vulgaires et vernaculaires
Ce taxon porte en français les noms vernaculaires ou normalisés suivants : Bolet de Dupain, Bolet à chapeau laqué.

## Description du sporophore

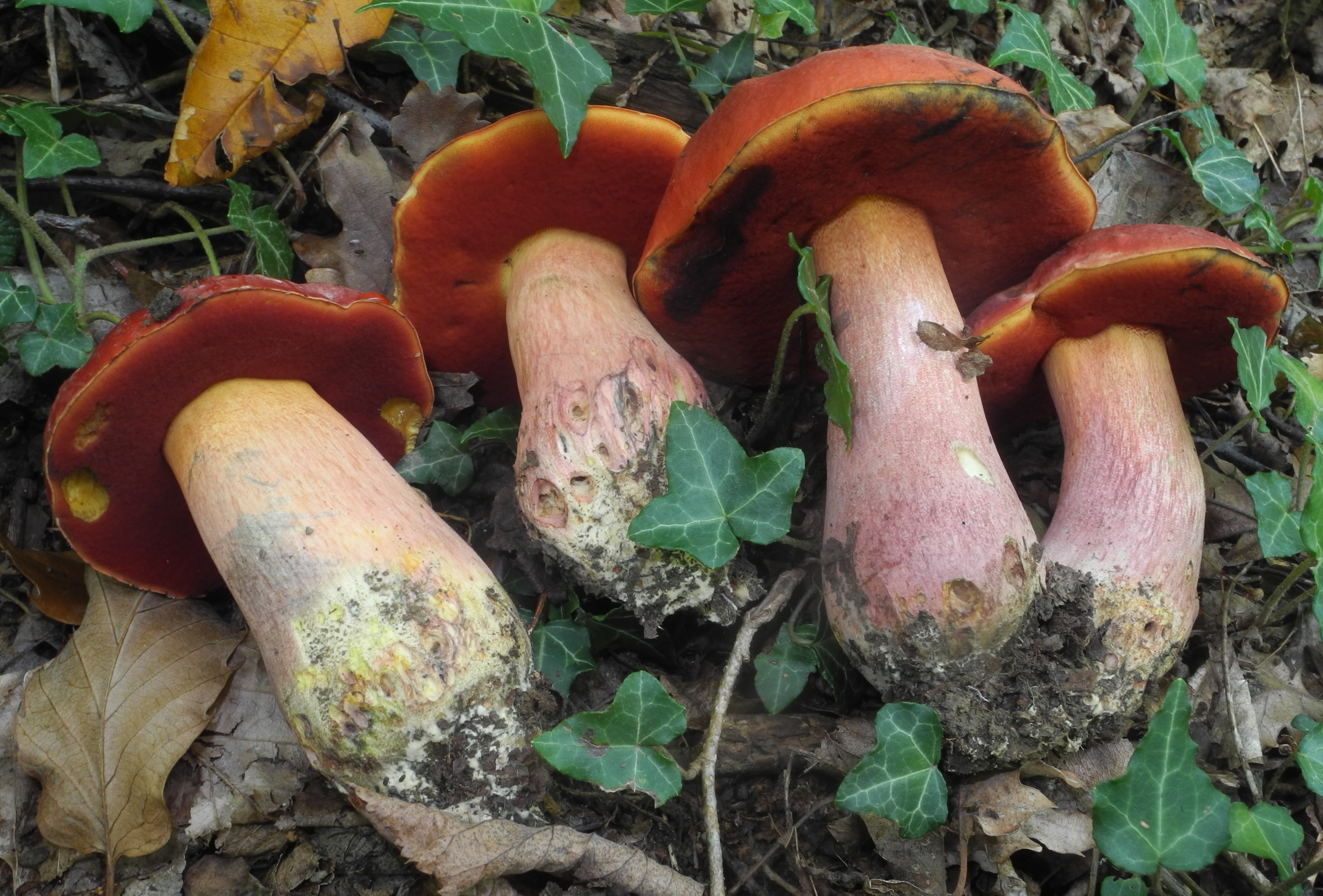
Collection de sporophores de R. dupainii en Italie.

Les bolets sont des champignons dont l’hyménophore, constitué de tubes et terminés par des pores, se sépare facilement de la chair du chapeau. Ce chapeau d'abord rond, recouvert d'une cuticule, devient convexe à mesure qu’il vieillit. Ils ont un pied (stipe) central assez épais et une chair compacte. Les caractéristiques morphologiques de R. dupainii sont les suivantes :  
Son chapeau mesure généralement jusqu'à 12 cm de diamètre. Il est lisse, visqueux et d'apparence laquée, de couleur rouge sang à rouge orangé, parfois avec une marge blanche ou jaunâtre au bord.
L'hyménophore présente des pores de couleur rouge orangé à rouge sang vif,, souvent moins rouges vers la marge. Les tubes sont concolores.
Son stipe peut atteindre 10 cm de haut pour 5 cm de diamètre. Il est brun rougeâtre presque entièrement ponctué, légèrement réticulé au sommet.
La chair est jaune pâle et vire au bleu en s'oxydant. Elle dégage une odeur fruitée et est réputée avoir une saveur douce.

### Caractéristiques microscopiques
Ses spores mesurent de 11 à 14,5 μm x 3,5 à 5 μm.

## Galerie

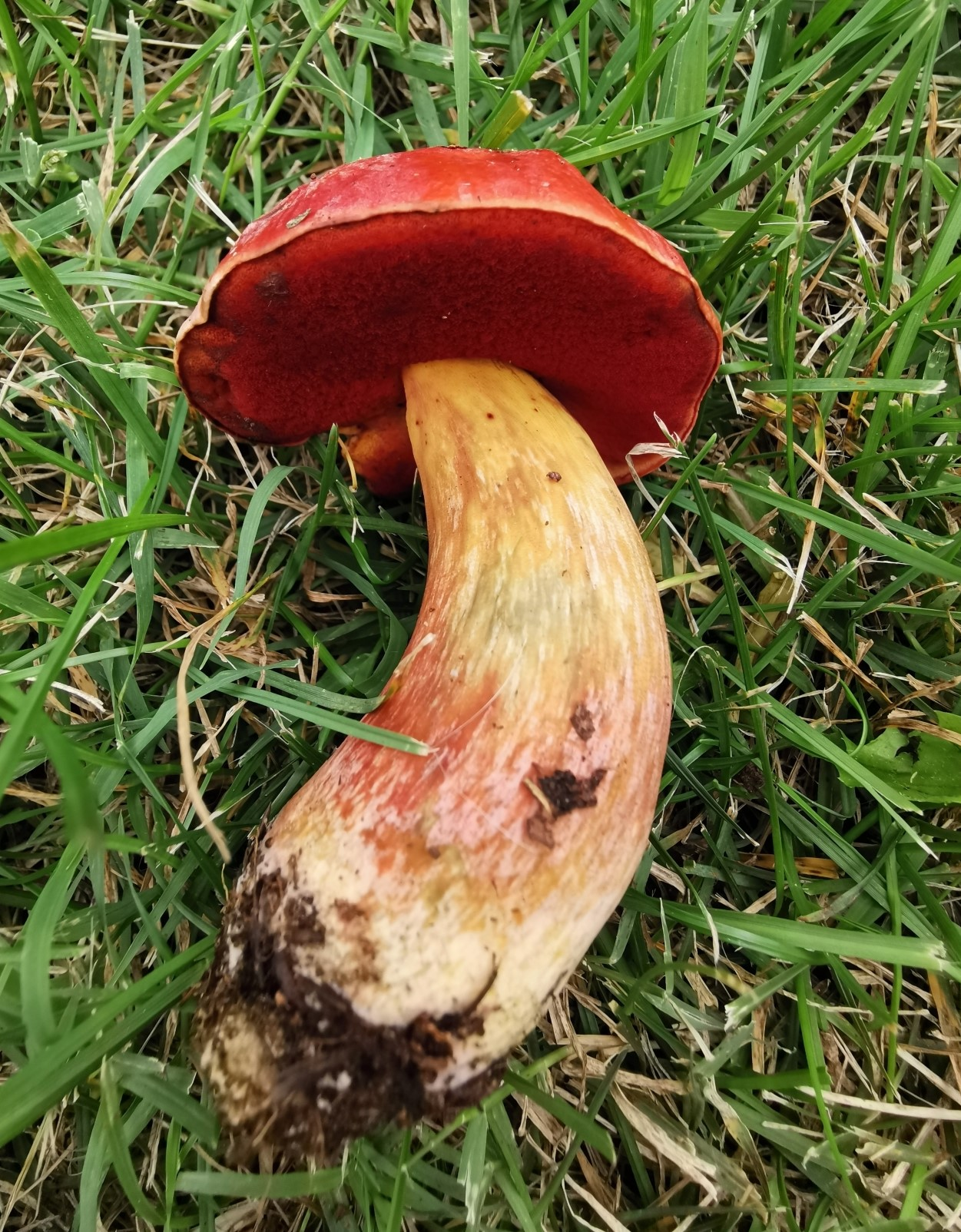
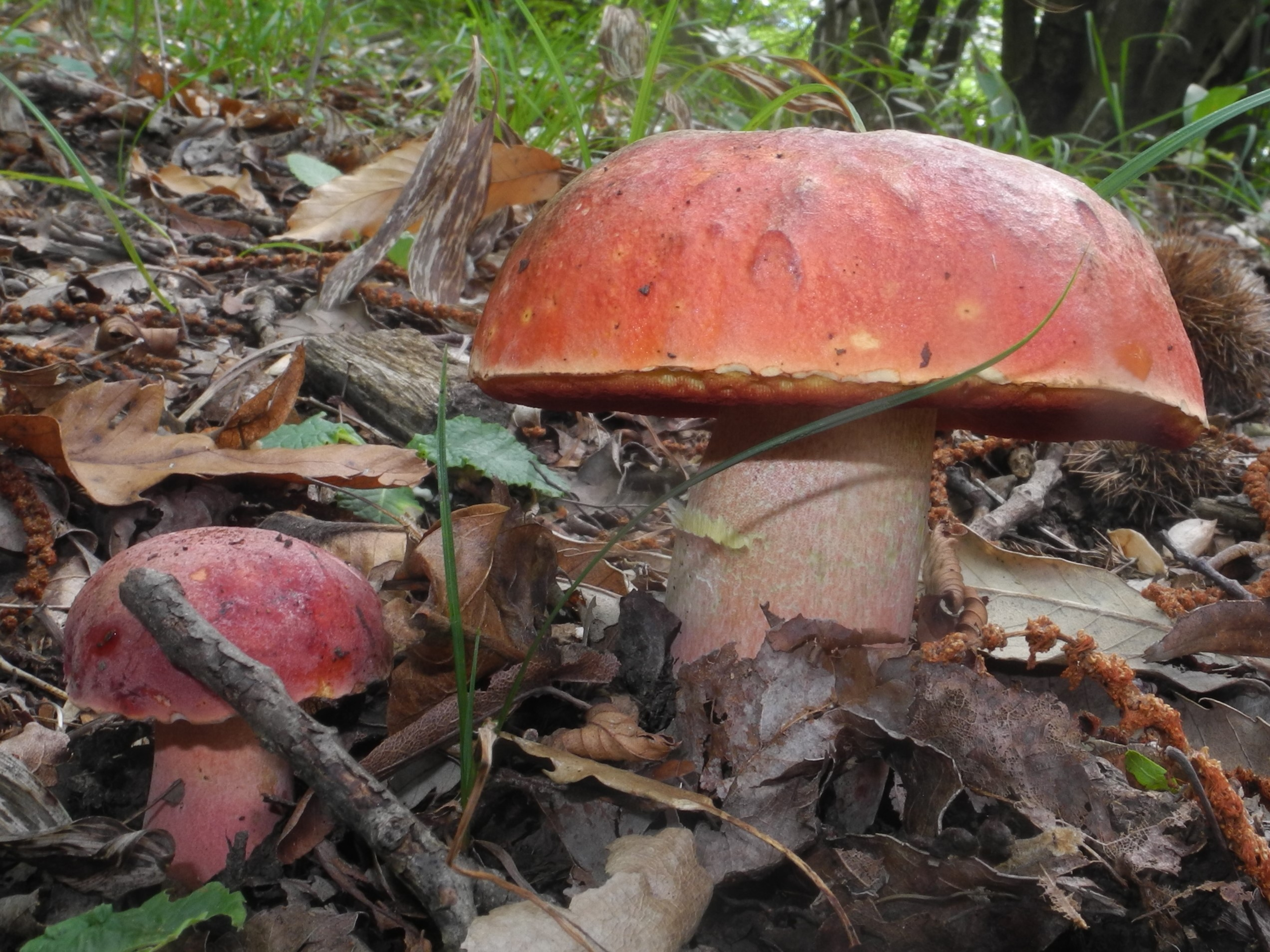
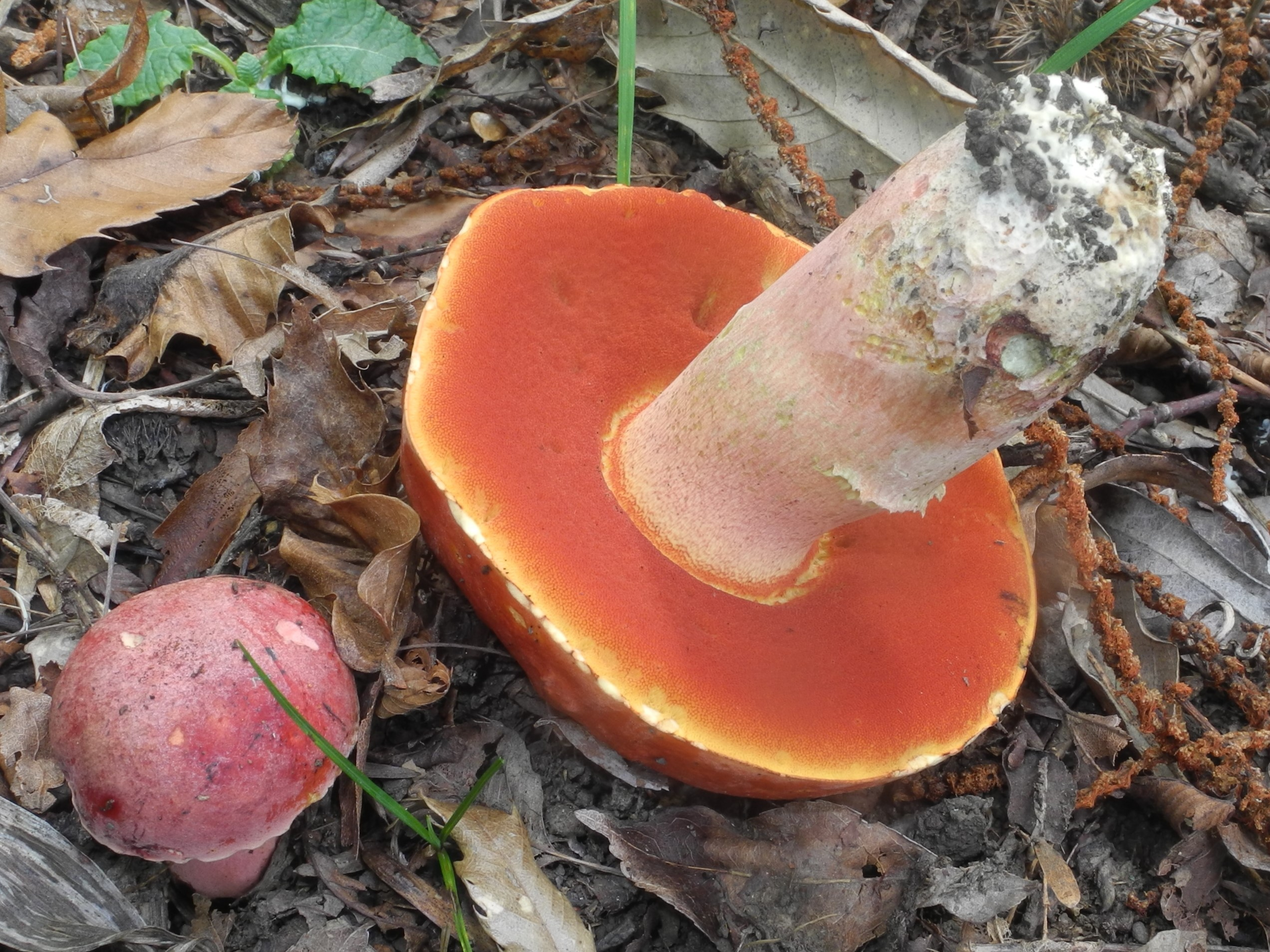
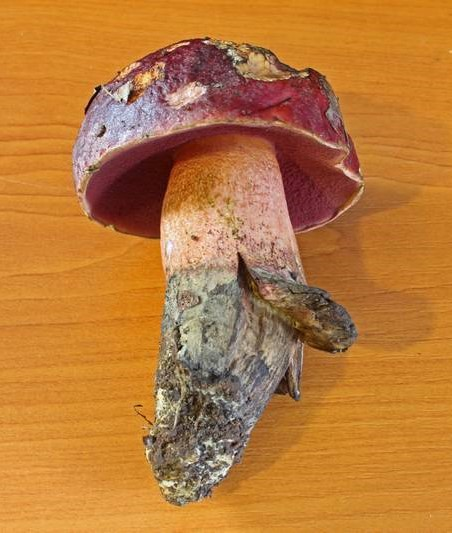
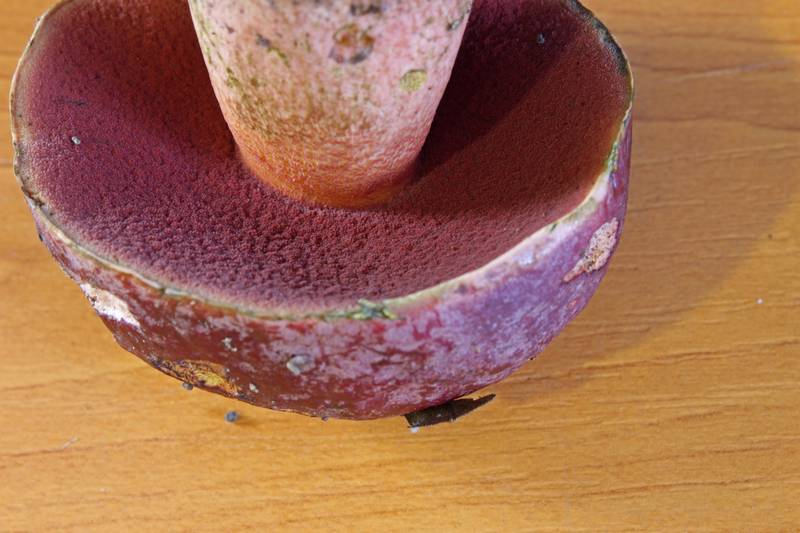
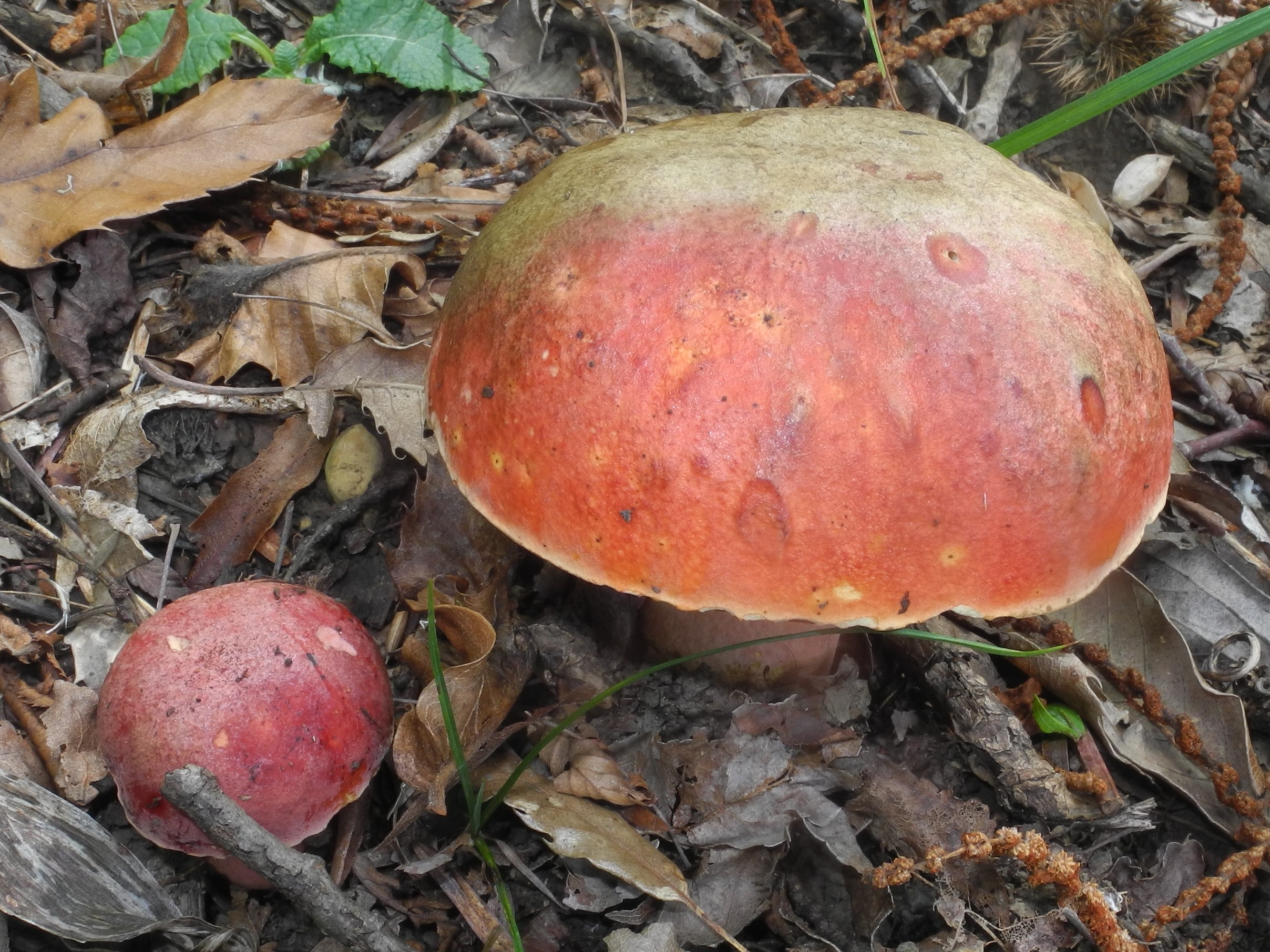
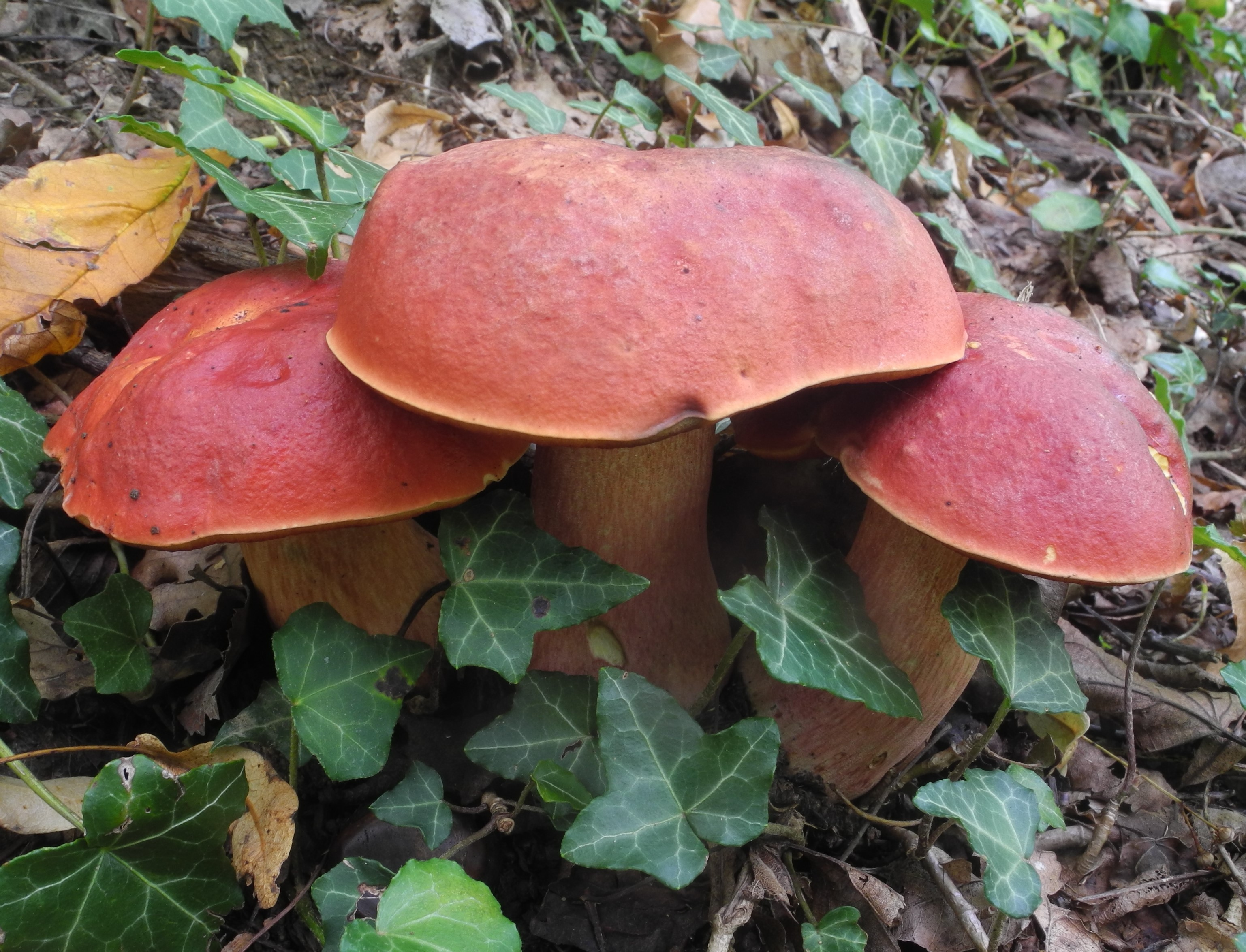
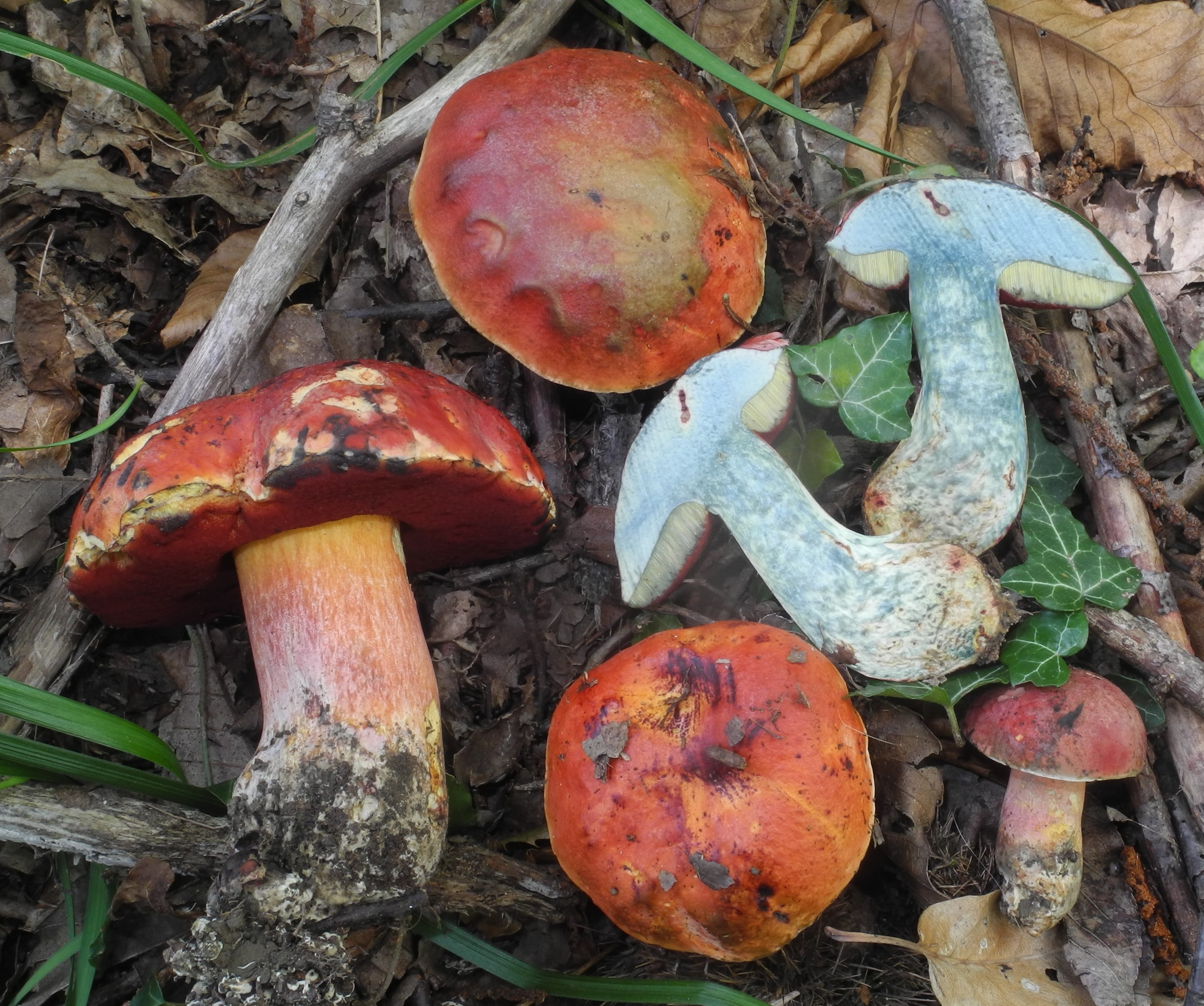
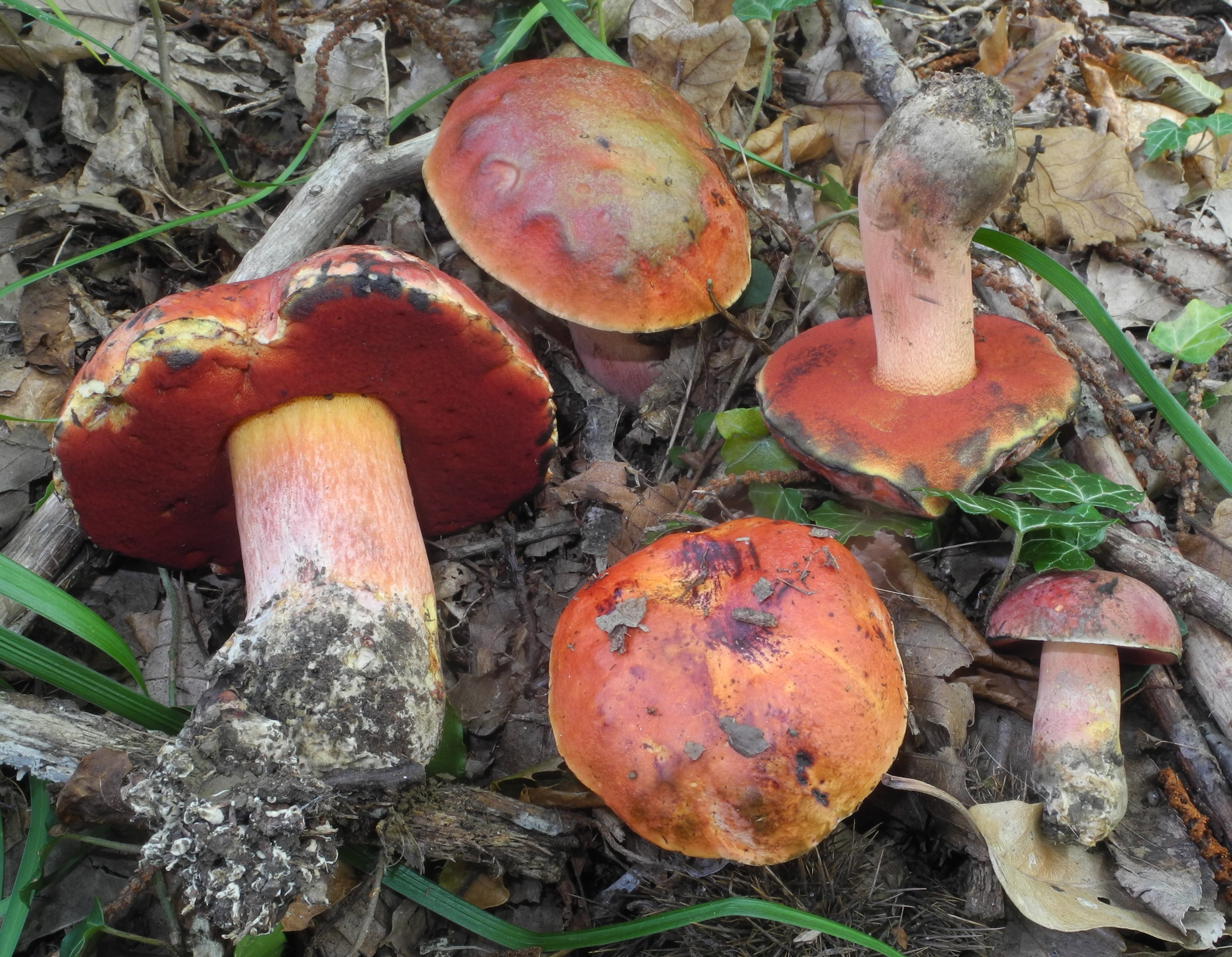
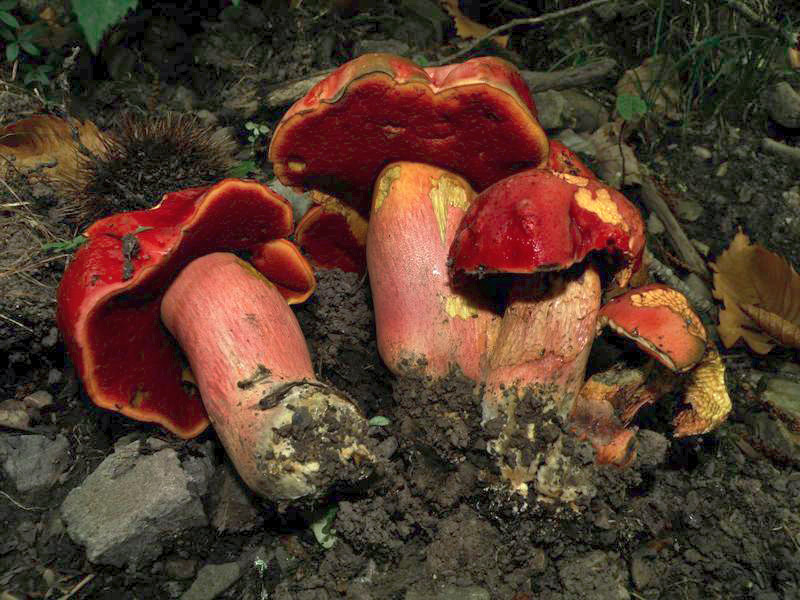

## Habitat et distribution
C'est une espèce ectomycorhizienne, poussant dans des milieux au sol calcaire, sous des feuillus, typiquement sous les chênes (par exemple Q. cerris, petraea, pubescens, suber, ilex, rotundifolia), mais aussi sous Fagus et Castanea. C'est un champignon qui apprécie les forêts thermophiles, il se rencontre principalement dans les forêts naturelles ou semi-naturelles à feuilles caduques termophiles dominées par Quercus, souvent des forêts anciennes, préférant parfois des zones plus ouvertes. En raison des effets du changement climatique, on s'attend à ce qu'il se propage lentement vers le nord, occupant des habitats potentiellement appropriés en Europe centrale. Il est possible d'observer le Bolet de Dupain entre août et octobre.
Cette espèce est globalement rare, bien que plus abondante dans les pays du sud de l'Europe. Selon Fraiture et Otto (2015), le nombre de sites connus est d'environ 100, dont plus de 50 en France et en Italie. Bien que l'habitat approprié de R. dupainii soit étendu, et qu'il s'agisse d'un champignon visible, bien connu et facilement identifiable, il n'est pas couramment signalé. Il a une large répartition et le nombre total de localités est estimé être significativement plus élevé que celui rapporté, mais ne devrait pas dépasser 1000.
Ce champignon est présent dans plusieurs pays d'Europe. On le retrouve peu en Europe centrale et méridionale. Il se développe cependant du sud de l'Allemagne, jusqu'à la côté méditerranéenne française. Il a aussi été identifié en Russie, au nord du Caucase. Il se rencontre également dans les pays suivants : Autriche, Bulgarie, Croatie, Espagne, France, Grèce, Hongrie, Italie, Macédoine du Nord, Portugal, Serbie, Slovaquie, Slovénie, Suède, Tchéquie, Turquie.

## Statut de conservation

### Mondial
La liste rouge de The Global Fungal Red List Initiative classe R. dupainii dans la catégorie NT (Quasi menacé) au niveau mondial.
On considère que l'habitat de R. dupainii a diminué de plus de 20 % au cours des 50 dernières années. Cela est dû en grande partie à la conversion des forêts de feuillus en plantations de conifères. On s'attend à ce que ce déclin se poursuive au même rythme au cours des 50 prochaines années (cf. Commission européenne, 2015). Cette espèce forme des ectomycorhizes avec des espèces de Fagaceae, de sorte que le déclin des hôtes a un impact négatif direct sur la taille de la population de R. dupainii. Les menaces sont principalement liées à la gestion forestière (par exemple, les incendies, les coupes à blanc ; Fraiture et Otto 2015), au remplacement des forêts de chênes indigènes par des conifères (par exemple Pinus nigra) et à la propagation de l'espèce exotique envahissante Robinia pseudoacacia.
Cette espèce est menacée par la déforestation et les feux de forêts qui détruisent son habitat. C'est une espèce rare à préserver, sur la liste rouge de plusieurs pays européens. Le Bolet de Dupain est présent sur les listes régionales d'espèces menacées en Bavière et en Sarre. Il est également sur les listes nationales d'espèces menacées en Autriche, en Allemagne et en Hongrie.

#### Régional
- Auvergne-Rhône-Alpes : classement de cette espèce en catégorie EN (En danger) au niveau régional[14].
- Poitou-Charentes : classement de cette espèce en catégorie EN (En danger) au niveau régional[15].
- Midi-Pyrénées : classement de cette espèce en catégorie VU (Vulnérable) au niveau régional[16].
- Franche-Comté : classement de cette espèce en catégorie EN (En danger) au niveau régional[17].

## Comestibilité
Le Bolet de Dupain est comestible, à condition de prendre la précaution de bien le cuire car il est toxique cru ou mal cuit. Il appartient à un groupe de Rubroboletus à pied sans réseau, consommés entre autres en Chine (notamment Rubroboletus esculentus). Cependant, sa rareté et statut sur la liste rouge d'espèces menacées dans plusieurs pays européens devrait inciter à ne pas le rechercher à des fins de consommation, de sorte qu'il est à considérer comme sans interêt alimentaire cuit, toxique cru .

## Confusions possibles
Les couleurs écarlates de ce bolet le rendent difficile à confondre. Attention malgré tout au  Bolet des loups (Rubroboletus lupinus), toxique, qui peut parfois présenter un chapeau vivement coloré.